# FTW Championship

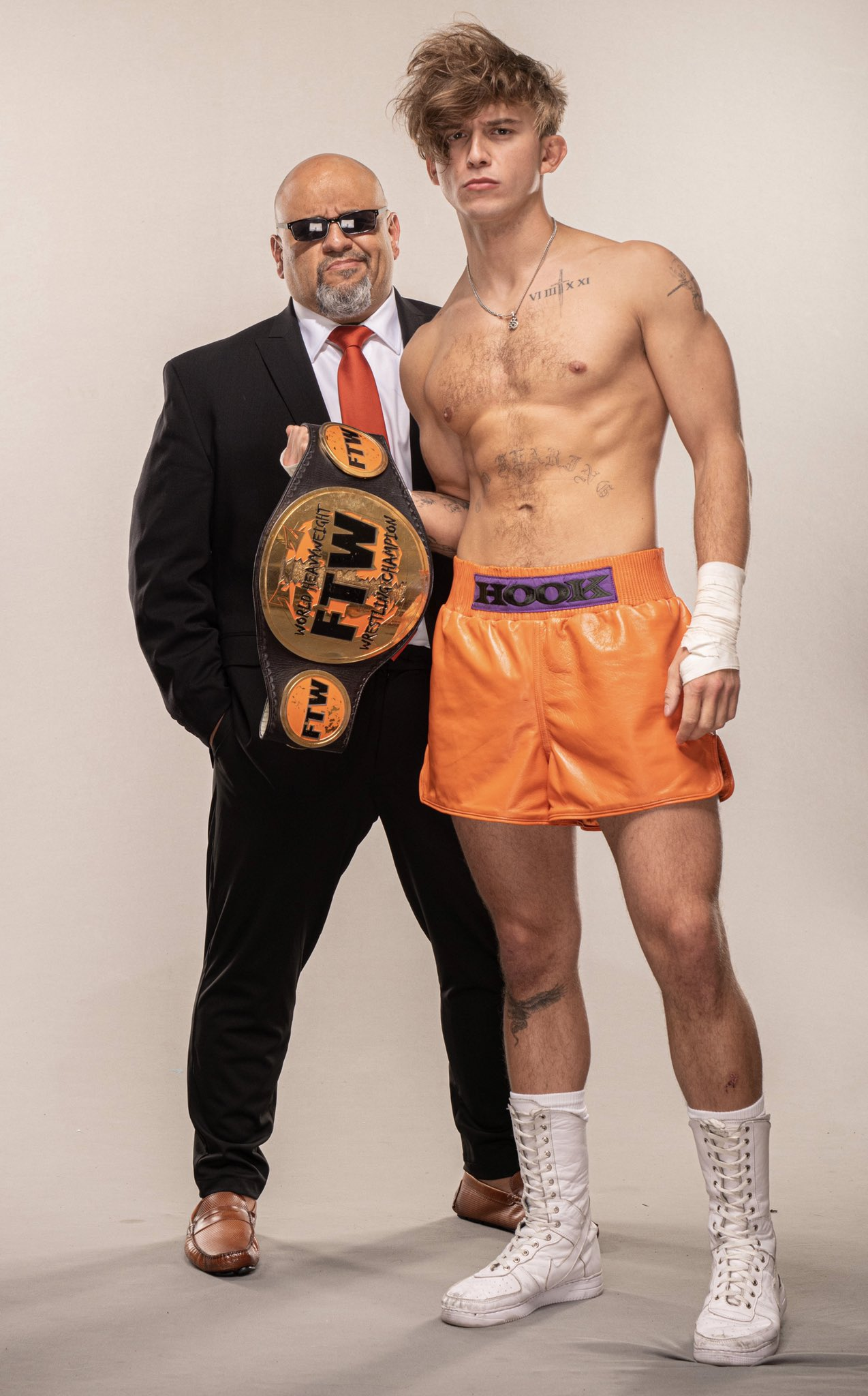
Hook con la cintura

L'FTW Championship, acronimo di Fuck the World Championship, è un titolo di wrestling non ufficiale utilizzato nella All Elite Wrestling e Extreme Championship Wrestling.
Il titolo fu introdotto per la prima volta nel 1998 nella Extreme Championship Wrestling ed era inizialmente conosciuto con il nome di Brooklyn World Championship.
La cintura è di proprietà di Taz, il quale l'ha disegnata, realizzata e ne possiede i diritti.

## Storia
Taz creò il titolo il 14 maggio 1998, perché frustrato dal fatto di non riuscire a conquistare l'ECW World Heavyweight Championship detenuto da Shane Douglas.
Taz perse la cintura in una sola occasione, il 19 dicembre 1998 in un match contro Sabu. Riguadagnò il titolo a Living Dangerously, unificandolo all'ECW World Heavyweight Championship.
Questo titolo non fu mai riconosciuto come ufficiale dalla ECW.
Nel 2020 la cintura venne nuovamente riattivata da Taz nel corso di Fyter Fest, evento della All Elite Wrestling e nominò il suo assistito Brian Cage come nuovo campione; anche in questo caso la cintura è considerata come titolo non ufficiale.

## Albo d'oro
| #                              | Nome                           | Regno                          | Data                           | Giorni                         | Luogo                          | Evento                         | Note                                          | Fonte                          |
| Extreme Championship Wrestling | Extreme Championship Wrestling | Extreme Championship Wrestling | Extreme Championship Wrestling | Extreme Championship Wrestling | Extreme Championship Wrestling | Extreme Championship Wrestling | Extreme Championship Wrestling                | Extreme Championship Wrestling |
| ------------------------------ | ------------------------------ | ------------------------------ | ------------------------------ | ------------------------------ | ------------------------------ | ------------------------------ | --------------------------------------------- | ------------------------------ |
| 1°                             | Taz                            | 1°                             | 14 maggio 1998                 | 219                            | Queens, New York               | It Ain't Seinfeld              | Taz ha creato e introdotto il titolo          |                                |
| 2°                             | Sabu                           | 1°                             | 19 dicembre 1998               | 92                             | Filadelfia, Pennsylvania       | Hardcore TV                    |                                               |                                |
| 3°                             | Taz                            | 2°                             | 21 marzo 1999                  | <1                             | Asbury Park, New Jersey        | Living Dangerously             |                                               |                                |
| —                              | Unificato                      | —                              | 21 marzo 1999                  | —                              | Asbury Park, New Jersey        | Living Dangerously             | Titolo unificato con l'ECW World Championship |                                |
| All Elite Wrestling            |                                |                                |                                |                                |                                |                                |                                               |                                |
| 4°                             | Brian Cage                     | 1°                             | 2 luglio 2020                  | 377                            | Jacksonville, Florida          | Fyter Fest                     | Cage è stato nominato campione da Taz         |                                |
| 5°                             | Ricky Starks                   | 1°                             | 14 luglio 2021                 | 378                            | Cedar Park, Texas              | Dynamite: Fyter Fest           |                                               | [ 4 ]                          |
| 6°                             | Hook                           | 1°                             | 27 luglio 2022                 | 357                            | Worcester, Massachusetts       | Dynamite: Fight for the Fallen |                                               | [ 5 ]                          |
| 7°                             | Jack Perry                     | 1°                             | 19 luglio 2023                 | 39                             | Boston, Massachusetts          | Dynamite: Blood & Guts         |                                               | [ 6 ]                          |
| 6°                             | Hook                           | 2°                             | 27 agosto 2023                 | 238                            | Londra                         | All In                         |                                               | [ 7 ]                          |
| 7°                             | Chris Jericho                  | 1°                             | 21 aprile 2024                 | 126                            | Saint Louis, Missouri          | Dynasty                        |                                               | [ 8 ]                          |
| 8°                             | Hook                           | 3°                             | 25 agosto 2024                 | 31                             | Londra                         | All In                         |                                               | [ 9 ]                          |
| —                              | Ritirato                       | —                              | 25 settembre 2024              | —                              | New York City, New York        | Dynamite Grand Slam            | Hook decide di ritirare il titolo             | [ 10 ]                         |